# FUTPRO
La Asociación de Futbolistas Profesionales, conocida como FUTPRO es un sindicato formado exclusivamente por mujeres futbolistas que compiten o han competido en España tanto en categorías profesionales como inferiores. Su objetivo es defender los derechos laborales de las jugadoras «propiciando el cambio y la evolución en el mundo del fútbol».

## Historia
Se presentó públicamente el 1 de diciembre de 2021 en el Colegio de la Abogacía de Barcelona con las jugadoras de la Liga Iberdrola reclamando un convenio colectivo que defienda sus derechos y se garantice la igualdad en el fútbol entre mujeres y hombres como jugadoras profesionales. En la reivindicación también incluye la petición de resolver agravios como la falta de servicios médicos en algunos clubes de Primera División, salarios que no llegan al mínimo interprofesional o la discriminación en relación con la maternidad y las dificultades para compaginarla con la profesión.
El sindicato presidido por la abogada Amanda Gutiérrez fue impulsado por las jugadoras del Barça Andrea Pereiray Patri Guijarro y contó en su lanzamiento con el apoyo de Mariona Candentey y Alexia Putellas, Garazi Murua de Athletic Club, Laia Aleixandri del Club Atlético de Madrid Féminas Anna Torrodà del Valencia Féminas Club de Fútbol, o Nerea Eizagirre de la Real Sociedad (femenino) todas ellas afiliadas al sindicato.

## Equipo Directivo
La presidenta y portavoz de FUTPRO es Amanda Gutiérrez (jurista especializada en derecho deportivo). La futbolista profesional Andrea Pereira es la secretaria.
«Por primera vez podemos ver a las futbolistas con sus hijos en el vestuario, podemos ver a las familias de las jugadoras disfrutando de ellas a más de 30 horas de vuelo de sus casas y podemos ver noticias de la selección sin abrir las páginas del periódico porque ya son ellas las que están en la portada. Esto sí es el éxito, el éxito de todas esas personas (jugadoras, clubs, instituciones, sindicatos…) que apostaron por nosotras, invirtieron en nosotras y consiguieron lo que otros les decían que era imposible.» señaló Pereira a pocas horas de la victoria de España en el Mundial.
Vocales del equipo directivo de FUTPro son: Ivana Andrés (Real Madrid) Anna Torrodà (Valencia CF), Noelia Gil (Alhama), Garazi Murua (Atlétic Club), Maitane López (Gotham), Nerea Eizaguirre (Real Sociedad), Elba Vergés (Alavés), María Méndez (Levante) y Esther Martin-Pozuelo (Granada).
Entre los objetivos futuros que se plantearon en la presentación del sindicato está el crear un «Fondo de final de carrera» para ayudar a las futbolistas una vez finalizada su carrera deportiva profesional y en su tránsito hacia una nueva etapa profesional.

## Comunicados sobre el caso Rubiales en 2023
El 23 de agosto de 2023 el sindicato FUTPRO emitió un comunicado donde anunció que defendería los intereses de su afiliada Jennifer Hermoso, en el caso de un beso forzado de Luis Rubiales —presidente de la Real Federación Española de Fútbol— en el terreno de juego durante la celebración de la victoria en la final del Copa del Mundo Femenina de Fútbol de ese mismo año. En el comunicado también se pidió que la federación implementara los "protocolos necesarios, velara por los derechos de las jugadoras y adoptara medidas ejemplares".
El 25 de agosto FUTPRO trasladó el comunicado firmado por las 23 internacionales campeonas del mundo y por otras 58 jugadoras y exjugadoras de la selección, pidiendo cambios drásticos en la dirección de la RFEF y en la sección femenina y señalando que «las jugadoras que firman el presente escrito no volverán a una convocatoria de la Selección si continúan los actuales dirigentes».  Además señalan que «Desde nuestro sindicato queremos remarcar que ninguna mujer debería verse en la necesidad de contestar ante las contundentes imágenes que todo el mundo ha visto y por supuesto, no se deberían ver involucradas en actitudes no consentidas». También incluyó declaraciones de Jenni Hermoso: «Quiero aclarar que, tal y como se vio en las imágenes, en ningún momento consentí el beso que me propinó y en ningún caso busqué alzar al presidente. No tolero que se ponga en duda mi palabra y mucho menos que se inventen palabras que no he dicho.» Poco después la propia Jenny Hermoso emitió un comunicado para dar la versión precisa de los hechos y señalando que fue «una agresión, un acto impulsivo, machista, fuera de lugar y sin ningún tipo de consentimiento por mi parte».